# Relais 4 × 100 mètres féminin aux Jeux olympiques d'été de 2012 (athlétisme)
Navigation
Pékin 2008 Rio 2016
L'épreuve du relais 4 × 100 mètres féminin aux Jeux olympiques de 2012 a eu lieu le 9 pour les séries et le 10 août pour la finale dans le Stade olympique de Londres.

## Records
Avant cette compétition, les records dans cette discipline étaient les suivants :
| Record du monde  | 41 s 37 | Gladisch-Günther-Auerswald-Göhr | Allemagne de l'Est | 6 octobre 1985 | Canberra |
| Record olympique | 41 s 60 | Wöckel-Göhr-Auerswald-Müller    | Allemagne de l'Est | 1er août 1980  | Moscou   |

## Médaillées
| Or                                                                                                  | Argent | Bronze                                                              |
| États-Unis Allyson Felix Carmelita Jeter Bianca Knight Tianna Madison Jeneba Tarmoh Lauryn Williams | Jamaïque Schillonie Calvert Veronica Campbell-Brown Shelly-Ann Fraser-Pryce Samantha Henry-Robinson Sherone Simpson Kerron Stewart | Ukraine Elyzaveta Bryzgina Olesya Povh Mariya Ryemyen Hrystyna Stuy |

## Résultats

### Finale (10 août)
| Rang                                | Couloir | Pays              | Athlètes                                                                          | Temps   | Notes |
| ----------------------------------- | ------- | ----------------- | --------------------------------------------------------------------------------- | ------- | ----- |
| Médaille d'or, Jeux olympiques      | 7       | États-Unis        | Tianna Madison, Allyson Felix, Bianca Knight, Carmelita Jeter                     | 40 s 82 | WR    |
| Médaille d'argent, Jeux olympiques  | 6       | Jamaïque          | Shelly-Ann Fraser-Pryce, Sherone Simpson, Veronica Campbell-Brown, Kerron Stewart | 41 s 41 | NR    |
| Médaille de bronze, Jeux olympiques | 5       | Ukraine           | Olesya Povh, Hrystyna Stuy, Mariya Ryemyen, Elyzaveta Bryzgina                    | 42 s 04 | NR    |
| 4                                   | 2       | Nigeria           | Christy Udoh, Gloria Asumnu, Oludamola Osayomi, Blessing Okagbare                 | 42 s 64 | SB    |
| 5                                   | 8       | Allemagne         | Leena Günther, Anne Cibis, Tatjana Pinto, Verena Sailer                           | 42 s 67 |       |
| 6                                   | 9       | Pays-Bas          | Kadene Vassell, Dafne Schippers, Eva Lubbers, Jamile Samuel                       | 42 s 70 |       |
| 7                                   | 3       | Brésil            | Ana Claudia Silva, Franciela Krasucki, Evelyn dos Santos, Rosângela Santos        | 42 s 91 |       |
| NC                                  | 4       | Trinité-et-Tobago | Michelle-Lee Ahye, Kelly-Ann Baptiste, Kai Selvon, Semoy Hackett                  | NC      | DNF   |

### Séries (9 août)

#### Série 1
| Rang | Couloir | Pays              | Athlètes                                                                   | Temps   | Notes |
| ---- | ------- | ----------------- | -------------------------------------------------------------------------- | ------- | ----- |
| 1    | 2       | États-Unis        | Tianna Madison, Jeneba Tarmoh, Bianca Knight, Lauryn Williams              | 41 s 64 | Q, SB |
| 2    | 4       | Trinité-et-Tobago | Michelle-Lee Ahye, Kelly-Ann Baptiste, Kai Selvon, Semoy Hackett           | 42 s 31 | Q, NR |
| 3    | 8       | Pays-Bas          | Kadene Vassell, Dafne Schippers, Eva Lubbers, Jamile Samuel                | 42 s 45 | Q, NR |
| 4    | 7       | Brésil            | Ana Claudia Silva, Franciela Krasucki, Evelyn dos Santos, Rosângela Santos | 42 s 55 | q, AR |
| 5    | 3       | Nigeria           | Christy Udoh, Gloria Asumnu, Oludamola Osayomi, Blessing Okagbare          | 42 s 74 | q, SB |
| 6    | 9       | Bahamas           | Sheniqua Ferguson, Chandra Sturrup, Christine Amertil, Anthonique Strachan | 43 s 07 | SB    |
| 7    | 6       | Suisse            | Michelle Cueni, Mujinga Kambundji, Ellen Sprunger, Lea Sprunger            | 43 s 54 | PB    |
| 8    | 5       | Japon             | Anna Doi, Kana Ichikawa, Chisato Fukushima, Yumeka Sano                    | 44 s 25 |       |

#### Série 2
| Rang | Couloir | Pays        | Athlètes                                                                         | Temps   | Notes |
| ---- | ------- | ----------- | -------------------------------------------------------------------------------- | ------- | ----- |
| 1    | 4       | Ukraine     | Olesya Povh, Hrystyna Stuy, Mariya Ryemyen, Elyzaveta Bryzgina                   | 42 s 36 | Q, SB |
| 2    | 6       | Jamaïque    | Samantha Henry-Robinson, Sherone Simpson, Schillonie Calvert, Kerron Stewart     | 42 s 37 | Q, SB |
| 3    | 9       | Allemagne   | Leena Günther, Anne Cibis, Tatjana Pinto, Verena Sailer                          | 42 s 69 | Q     |
| 4    | 2       | Pologne     | Marika Popowicz, Daria Korczynska, Marta Jeschke, Ewelina Ptak                   | 43 s 07 |       |
| 5    | 5       | Colombie    | Yomara Hinestroza, Norma González, Darlenis Obregón, Eliecith Palacios           | 43 s 21 | SB    |
| 6    | 7       | Russie      | Olga Belkina, Natalia Rusakova, Elizabeta Savlinis, Aleksandra Fedoriva          | 43 s 24 | SB    |
| 7    | 3       | Biélorussie | Alina Talay, Katsiaryna Hanchar, Elena Danilyuk-Nevmerzhytskaya, Yuliya Balykina | 43 s 90 |       |
| —    | 8       | France      | Myriam Soumaré, Ayodelé Ikuesan, Lina Jacques-Sébastien, Johanna Danois          | —       | DQ    |

## Légende
Records et Performances
- AR : Record continental (area record)
- CR : Record des championnats (championship record)
- MR : Record du meeting (meet record)
- NR : Record national (national record)
- OR : Record olympique (olympic record)
- PR : Record paralympique (paralympic record)
- PB : Record personnel (personal best)
- SB : Meilleure performance personnelle de la saison (season's best)
- WL : Meilleure performance mondiale de l'année (world leader)
- WJR : Record du monde junior (world junior record)
- WR : Record du monde (world record)

Circonstances et Conditions
- DNF : N'a pas terminé (did not finish)
- DNS : N'a pas pris le départ (did not start)
- DQ : Disqualification (disqualification)
- NM : Aucun essai valable enregistré (No Mark)
- Q : Qualifié « directement » au prochain tour (ou à la prochaine compétition), lors d'une compétition majeure, grâce au classement ou à la réalisation des minima (automatic qualifier)
- q : Qualifié au prochain tour (ou à la prochaine compétition), lors d'une compétition majeure, grâce au repêchage ou à la réalisation de l'une des meilleures performances parmi celles des « non qualifiés directement » (grâce au meilleur temps ou à la meilleure distance par exemple) (secondary qualifier)